# Miriam Bryant

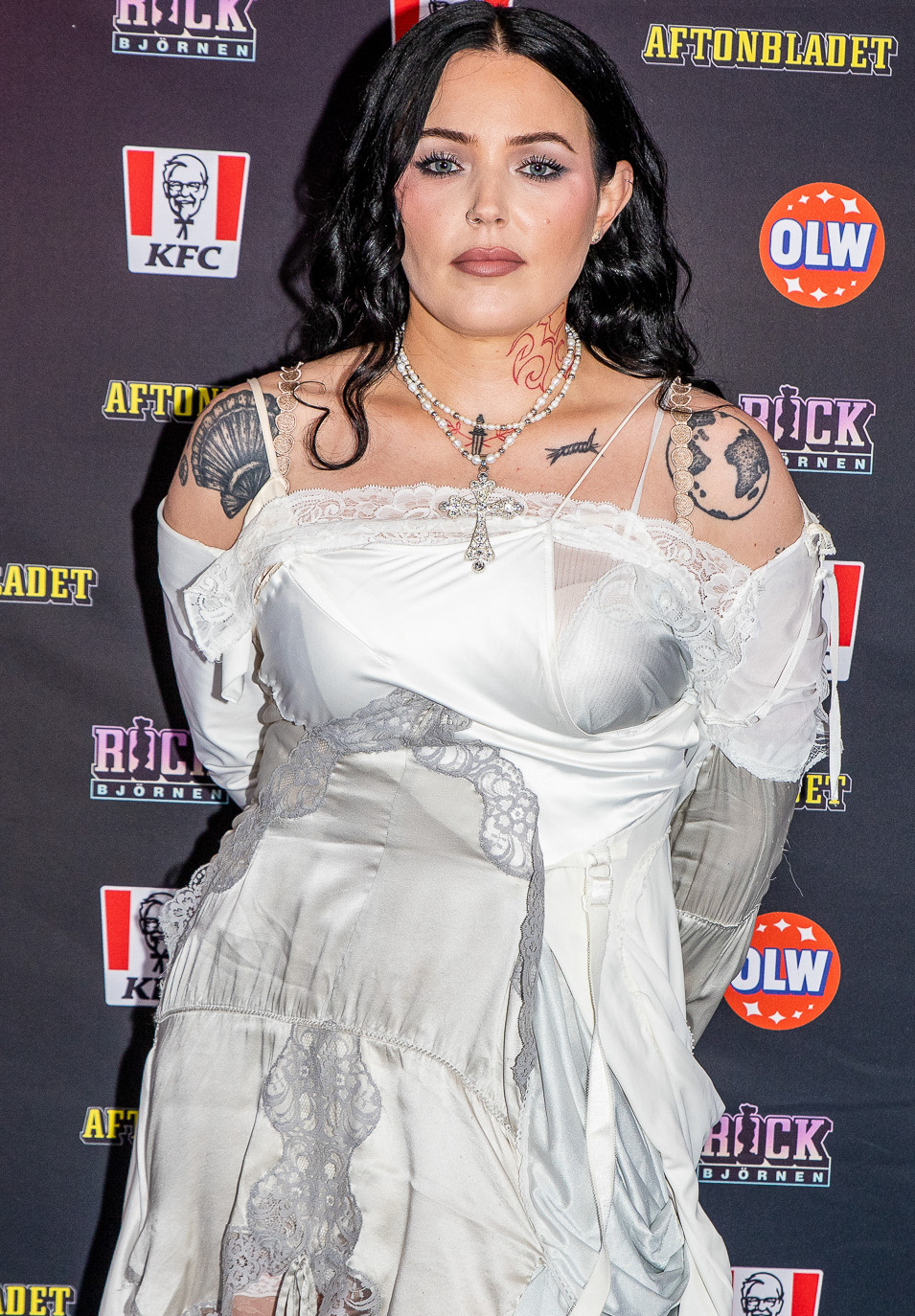
Miriam Bryant (2024)

Miriam Melanie Bryant (* 8. März 1991 in Göteborg) ist eine schwedische Soul-Pop-Sängerin und Songwriterin.

## Leben
Die Tochter eines Engländers und einer Finnin wuchs in Utby, Göteborg auf. Bereits früh wollte sie Sängerin werden und nahm professionellen Unterricht. Seit Ende 2011 arbeitete sie an ihrer Karriere im Musikbusiness. Mit einem Freund schrieb sie einige Songs, darunter Finders Keepers. Über das Internet wurde der Titel in Schweden bekannt. Auch die Musikindustrie wurde aufmerksam: Im Frühjahr 2012 bekam Miriam Bryant einen Plattenvertrag beim Musiklabel EMI.
Im Sommer 2012 erschien ihre Debütsingle Finders Keepers (in Deutschland am 25. Januar 2013), die sie zusammen mit dem Produzenten Victor Rådström geschrieben hatte. Anfang August 2012 wurde Miriam Bryant auf MTV Iggy zum „Artist of the Week“ gewählt. Auf YouTube wurde Finders Keepers über 2,3 Millionen Mal angeklickt (Stand April 2018).
Im schwedischen Boulevardblatt Aftonbladet wurde Miriam Bryant als „#1 breakthrough artist of 2013“ bezeichnet. Am 26. April 2013 erschien ihr Debütalbum Raised in Rain und am 17. Mai desselben Jahres folgte die zweite Single Push Play.

## Diskografie

### Alben
| Jahr | Titel            | Höchstplatzierung, Gesamtwochen, AuszeichnungChartplatzierungen (Jahr, Titel, Platzierungen, Wochen, Auszeichnungen, Anmerkungen) | Höchstplatzierung, Gesamtwochen, AuszeichnungChartplatzierungen (Jahr, Titel, Platzierungen, Wochen, Auszeichnungen, Anmerkungen) | Höchstplatzierung, Gesamtwochen, AuszeichnungChartplatzierungen (Jahr, Titel, Platzierungen, Wochen, Auszeichnungen, Anmerkungen) | Anmerkungen                             |
| Jahr | Titel            | DE | AT | SE | Anmerkungen                             |
| ---- | ---------------- | --- | --- | --- | --------------------------------------- |
| 2013 | Raised in Rain   | — | — | SE12 (4 Wo.)SE | Erstveröffentlichung: 2. April 2013     |
| 2019 | Mi amor          | — | — | SE15 (7 Wo.)SE | Erstveröffentlichung: 28. Juni 2019     |
| 2021 | PS jag hatar dig | — | — | SE6 (59 Wo.)SE | Erstveröffentlichung: 19. November 2021 |
| 2025 | Okej att dö      | — | — | SE4 (… Wo.)SE | Erstveröffentlichung: 31. Januar 2025   |

### EPs
| Jahr | Titel                 | Höchstplatzierung, Gesamtwochen, AuszeichnungChartplatzierungen (Jahr, Titel, Platzierungen, Wochen, Auszeichnungen, Anmerkungen) | Höchstplatzierung, Gesamtwochen, AuszeichnungChartplatzierungen (Jahr, Titel, Platzierungen, Wochen, Auszeichnungen, Anmerkungen) | Höchstplatzierung, Gesamtwochen, AuszeichnungChartplatzierungen (Jahr, Titel, Platzierungen, Wochen, Auszeichnungen, Anmerkungen) | Anmerkungen                           |
| Jahr | Titel                 | DE | AT | SE | Anmerkungen                           |
| ---- | --------------------- | --- | --- | --- | ------------------------------------- |
| 2013 | Push Play             | — | — | — | Erstveröffentlichung: 1. Januar 2013  |
| 2014 | I Am Dragon           | — | — | SE18 (6 Wo.)SE | Erstveröffentlichung: 3. Oktober 2014 |
| 2016 | Hisingen och hem igen | — | — | SE2 (148 Wo.)SE | Erstveröffentlichung: 1. Januar 2016  |
| 2017 | Bye Bye Blue          | — | — | SE5 Gold · (22 Wo.)SE | Erstveröffentlichung: 16. Juni 2017   |

### Singles
| Jahr | Titel Album                                           | Höchstplatzierung, Gesamtwochen, AuszeichnungChartplatzierungen (Jahr, Titel, Album, Platzierungen, Wochen, Auszeichnungen, Anmerkungen) | Höchstplatzierung, Gesamtwochen, AuszeichnungChartplatzierungen (Jahr, Titel, Album, Platzierungen, Wochen, Auszeichnungen, Anmerkungen) | Höchstplatzierung, Gesamtwochen, AuszeichnungChartplatzierungen (Jahr, Titel, Album, Platzierungen, Wochen, Auszeichnungen, Anmerkungen) | Anmerkungen                                                                    |
| Jahr | Titel Album                                           | DE | AT | SE | Anmerkungen                                                                    |
| --- | ----------------------------------------------------- | --- | --- | --- | ------------------------------------------------------------------------------ |
| 2012 | Finders Keepers Raised in Rain                        | DE46 (2 Wo.)DE | AT51 (1 Wo.)AT | — | Erstveröffentlichung: 16. November 2012                                        |
| 2013 | Push Play Raised in Rain                              | — | — | SE12 ×2Doppelplatin · (35 Wo.)SE | Erstveröffentlichung: 3. Mai 2013                                              |
| 2014 | Dragon I Am Dragon                                    | — | — | SE29 Platin · (21 Wo.)SE | Erstveröffentlichung: 21. Oktober 2014                                         |
| 2015 | One Last Time Hisingen och hem igen                   | — | — | SE4 ×3Dreifachplatin · (21 Wo.)SE | Charteinstieg: 23. Oktober 2015                                                |
| 2015 | Ett sista glas Hisingen och hem igen                  | — | — | SE4 ×5Fünffachplatin · (34 Wo.)SE | Charteinstieg: 30. Oktober 2015                                                |
| 2015 | Life Is a Flower Hisingen och hem igen                | — | — | SE11 ×2Doppelplatin · (16 Wo.)SE | Charteinstieg: 13. November 2015                                               |
| 2015 | Stationen Hisingen och hem igen                       | — | — | SE6 ×2Doppelplatin · (17 Wo.)SE | Charteinstieg: 20. November 2015                                               |
| 2015 | The Only One Hisingen och hem igen                    | — | — | SE15 Gold · (10 Wo.)SE | Charteinstieg: 27. November 2015                                               |
| 2015 | Allt jag behöver Hisingen och hem igen                | — | — | SE2 ×4Vierfachplatin · (32 Wo.)SE | Charteinstieg: 4. Dezember 2015                                                |
| 2016 | Black Car Bye Bye Blue                                | — | — | SE2 ×4Vierfachplatin · (33 Wo.)SE | Erstveröffentlichung: 19. August 2016 internat. Veröffentlichung: 2. März 2018 |
| 2016 | Game –                                                | — | — | SE97 (1 Wo.)SE | Charteinstieg: 26. August 2016 B-Seite von Black Car                           |
| 2017 | Everything Bye Bye Blue                               | — | — | SE16 (7 Wo.)SE | Erstveröffentlichung: 13. Januar 2017                                          |
| 2017 | Rocket Bye Bye Blue                                   | — | — | SE21 (19 Wo.)SE | Erstveröffentlichung: 21. April 2017 feat. Neiked                              |
| 2017 | Words Bye Bye Blue                                    | — | — | SE60 (1 Wo.)SE | Erstveröffentlichung: 19. Mai 2017                                             |
| 2019 | Du med dig Mi amor                                    | — | — | SE42 Platin · (66 Wo.)SE | Erstveröffentlichung: 29. März 2019                                            |
| 2019 | Neråt / uppåt Mi amor                                 | — | — | SE55 Gold · (2 Wo.)SE | Erstveröffentlichung: 24. Mai 2019                                             |
| 2019 | Blåmärkshårt (mi amor) Mi amor                        | — | — | SE5 Platin · (67 Wo.)SE | Erstveröffentlichung: 28. Juni 2019                                            |
| 2020 | Nån av oss –                                          | — | — | SE18 (26 Wo.)SE | Erstveröffentlichung: 13. März 2020                                            |
| 2020 | Passa dig –                                           | — | — | SE21 (26 Wo.)SE | Erstveröffentlichung: 22. Mai 2020                                             |
| 2020 | Ditt fel –                                            | — | — | SE12 Platin · (15 Wo.)SE | Erstveröffentlichung: 18. September 2020 feat. Jireel                          |
| 2020 | Ge upp igen –                                         | — | — | SE1 (50 Wo.)SE | Erstveröffentlichung: 13. November 2020 mit Yasin                              |
| 2021 | Tystnar i luren PS jag hatar dig                      | — | — | SE1 ×5Fünffachplatin · (92 Wo.)SE | Erstveröffentlichung: 12. Februar 2021 mit Victor Leksell                      |
| 2021 | Mitt hjärta blöder Spotify Studio It’s Hits Recording | — | — | SE6 (20 Wo.)SE | Erstveröffentlichung: 14. Mai 2021                                             |
| 2021 | Lonely in a Crowd –                                   | — | — | SE16 (8 Wo.)SE | Erstveröffentlichung: 29. Oktober 2021 feat. Joakim Berg                       |
| 2021 | PS jag hatar dig                                      | — | — | SE24 (2 Wo.)SE | Erstveröffentlichung: 19. November 2021                                        |
| 2021 | Gubben i lådan –                                      | — | — | SE47 (4 Wo.)SE | Erstveröffentlichung: 24. Dezember 2021 mit Thomas Stenström                   |
| 2022 | Gråter om du vill –                                   | — | — | SE2 (21 Wo.)SE | Erstveröffentlichung: 14. Januar 2022 mit Thomas Stenström                     |
| 2023 | Under någon ny Okej att dö                            | — | — | SE4 (31 Wo.)SE | Erstveröffentlichung: 10. Februar 2023 mit Veronica Maggio                     |
| 2023 | Sarkofag –                                            | — | — | SE39 (3 Wo.)SE | Erstveröffentlichung: 29. Juni 2023                                            |
| 2024 | Vem fan e du? –                                       | — | — | SE1 ×2Doppelplatin · (39 Wo.)SE | Erstveröffentlichung: 22. März 2024 mit Hooja                                  |
| 2024 | Okej att dö                                           | — | — | SE32 (5 Wo.)SE | Erstveröffentlichung: 26. April 2024                                           |
| 2024 | Dum Okej att dö                                       | — | — | SE26 (8 Wo.)SE | Erstveröffentlichung: 14. Juni 2024                                            |
| 2024 | Regnblöta skor Okej att dö                            | — | — | SE1 (43 Wo.)SE | Erstveröffentlichung: 9. August 2024                                           |
| 2024 | In kom en ängel Okej att dö                           | — | — | SE47 (1 Wo.)SE | Erstveröffentlichung: 18. Oktober 2024                                         |
| 2025 | Halleluja Okej att dö                                 | — | — | SE31 (… Wo.)SE | Erstveröffentlichung: 17. Januar 2025                                          |
| Folgende Lieder erschienen nicht als Single, wurden aber durch das Album zum Download und Streaming bereitgestellt und konnten somit eine Platzierung erlangen: |                                                       | | | |                                                                                |
| |                                                       | | | |                                                                                |
| 2025 | Nothing 4-Ever Okej att dö                            | — | — | SE45 (1 Wo.)SE |                                                                                |
| 2025 | Facetime Okej att dö                                  | — | — | SE40 (2 Wo.)SE |                                                                                |

Weitere Singles
- 2012: Raised in Rain
- 2013: Last Soul on Earth

### Gastbeiträge
| Jahr | Titel Album                                  | Höchstplatzierung, Gesamtwochen, AuszeichnungChartplatzierungen (Jahr, Titel, Album, Platzierungen, Wochen, Auszeichnungen, Anmerkungen) | Höchstplatzierung, Gesamtwochen, AuszeichnungChartplatzierungen (Jahr, Titel, Album, Platzierungen, Wochen, Auszeichnungen, Anmerkungen) | Höchstplatzierung, Gesamtwochen, AuszeichnungChartplatzierungen (Jahr, Titel, Album, Platzierungen, Wochen, Auszeichnungen, Anmerkungen) | Anmerkungen                                                             |
| Jahr | Titel Album                                  | DE | AT | SE | Anmerkungen                                                             |
| ---- | -------------------------------------------- | --- | --- | --- | ----------------------------------------------------------------------- |
| 2020 | Den sommaren Sex Känslor                     | — | — | SE20 (7 Wo.)SE | Erstveröffentlichung: 5. Juni 2020 Jireel feat. Miriam Bryant           |
| 2020 | Avundjuk på regnet Döda hjärtan kan slå igen | — | — | SE33 Gold · (5 Wo.)SE | Erstveröffentlichung: 3. Juli 2020 Daniel Adams-Ray feat. Miriam Bryant |

Weitere Gastbeiträge
- 2013: Push Play (Zedd feat. Miriam Bryant)
- 2014: Find You (Zedd feat. Matthew Koma & Miriam Bryant, SE: Gold, US: Gold)[8]
- 2018: How Did I Find You (Neiked feat. Miriam Bryant)